# 스틱스 (신화)

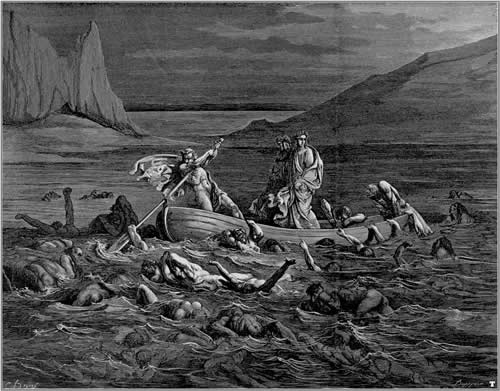

스틱스(고대 그리스어: Στύξ, 그리스어: Στύγα, 영어: Styx)는 그리스 신화에서 지상과 저승의 경계를 이루는 강이자 그를 신격화한 여신이다. 스틱스는 명계를 아홉 번 휘감는데, 스틱스와 플레게톤, 아케론과 코키투스는 저승의 한가운데의 거대한 늪에서 합류한다. 다른 중요한 강으로 레테와 에리다누스가 있다. 플레기아스가 이 강을 지키면서 망자를 강의 이편으로 보내주는 역할을 하고 있다. 이와는 다르게, 플레기아스가 플레게톤을 지키고 뱃사공인 카론이 그 일을 대신한다고 전하기도 한다.
그리스의 신들은 맹세를 할 때 스틱스 강에 대고 하는데, 제우스라 하더라도 이 맹세를 거역해서는 안 된다. 이는 과거 스틱스가 티탄들과의 전투에서 이기게 해 준 공로를 인정받아 그녀의 이름을 걸고 맹세를 할 수 있게 해 준 것에서 시작되었다. 제우스는 세멜레에게 그녀가 원하는 것이 무엇이든 요수사항을 들어주겠다고 맹세한 적이 있는데, 그 일은 결국 그녀의 죽음을 불러왔다. 태양신 헬리오스도 그의 아들 파에톤에게 같은 맹세를 했는데, 파에톤 역시도 죽음을 맞았다. 스틱스 강을 걸고 한 맹세를 지키지 않은 신은 일 년간 목소리를 낼 수 없었고, 9년 동안 신들의 회의에 참석하지 못한 반면, 죽은 인간이 스틱스 강에 맹세를 거역했을 경우 그 강이 품고 있는 타르타로스로 향하는 문으로 빨려들어가게 된다. 스틱스 강은 그 강에 몸을 담그는 자에게 불멸을 선사하기도 했는데, 아킬레우스는 어렸을 때에 그 강에 몸을 담가 불멸의 힘을 얻게 되었다. 다만 그의 어머니(테티스)가 손으로 잡고 있던 발뒤꿈치만은 물에 젖지 않아 치명적인 급소가 되고 말았다.
스틱스 강은 그리스 신화 속 사후 세계의 첫 번째 특징인데, 지금은 기독교 속 스올 이미지가 강하다. 공인 카론은 스틱스 강에서 새로 도착한 망자의 영혼을 배로 태워다 준다고 여겨지는데, 원래의 그리스 신화에서는 카론이 일했던 강은 스틱스가 아닌 아케론이다.

## 스틱스 여신
스틱스는 오케아누스와 테티스 사이에서 태어난 딸의 이름이기도 하다. 스틱스는 팔라스와 함께 젤로스, 니케, 크라토스와 비아(에오스라고도 함)을 낳았다. 올림푸스신족과 티탄 신족과의 싸움에서 가장 먼저 달려와 올림푸스 신들을 도운 대가로 신들간의 약속은 그녀의 명예를 걸고 이루어지게 되었다.

## 같이 보기
- 에레보스
  - 아케론 강
  - 코키투스 강
  - 플레게톤 강
  - 레테 강
- 타나토스